# رحى أولى علوية
الرحى الأولى العلوية أو الطاحن الأول العلوي أو الضرس الأول العلوي (بالإنجليزية:Maxillary First Molar)، هو السن السادس بعيدًا عن خط منتصف للوجه، يسبقه الضاحك الثاني العلوي ويتلوه الطاحن الثاني العلوي. وظيفة هذا الضرس تشبه وظيفة جميع الأضراس فيما يتعلق بالطحن باعتباره الإجراء الرئيسي الذي يقوم به أثناء المضغ. عادة ما يكون هناك أربعة شرفات لدى الطاحن الأول العلوي، اثنتان على الجانب الشدقي (الجانب الأقرب للخد) واثنتان على الجانب الحنكي (الجانب الأقرب إلى الحنك). قد يكون هناك أيضًا حدبة خامسة أصغر حجمًا على الجانب الحنكي تُعرف باسم حدبة كارابيللي. يملك هذا السن الرقم 16 للطاحن العلوي الأيمن، والرقم 26 للطاحن العلوي الأيسر في نظام الاتحاد العالمي (FDI) لترقيم الأسنان.